# Syndrome de Brooks
 Mise en garde médicale
Le syndrome de Brooks est défini classiquement par l'apparition d'une maladie asthmatique après une exposition respiratoire accidentelle unique à un irritant à fortes concentrations. 
Ce syndrome, décrit par Brooks et al. en 1985, a été nommé en anglais : Reactive Airways Dysfunction Syndrome (RADS) et en français « syndrome de dysfonctionnement réactif des voies aériennes ». 

## Critères
Huit critères définissent ce syndrome :
1. absence d'antécédent respiratoire ;
2. survenue des symptômes après une exposition unique ;
3. exposition à des gaz ou fumées irritants présents en concentration très élevées ;
4. symptomatologie survenant dans les 24 heures et persistant plus de 3 mois après l'exposition ;
5. symptomatologie asthmatiforme avec toux, sibilance et dyspnée ;
6. possible trouble ventilatoire obstructif à l'exploration fonctionnelle respiratoire ;
7. test de provocation à la méthacholine positif, témoignant d'une hyperréactivité bronchique non spécifique ;
8. Absence d'une autre étiologie broncho-pulmonaire.

L'évolution est marquée par :
- Une guérison complète dans 50 % des cas
- Une stabilisation des lésions dans 25 % des cas
- Une évolution de la bronchospasticité dans 25 % des cas.